# N-S 62a Cesta
N-S 62a „Cesta“ je samostatný pěchotní srub těžkého opevnění, který byl součástí pevnostního systému předválečné Československé republiky. Nachází se v katastru obce Nový Hrádek, v lese jižně od vesnice  Borová, v nadmořské výšce 628 m. Jeho pravým sousedem je srub N-S 61 Chata (vzdálený 358 m), levým N-S 62b Studna (vzdálený 164 m). N-S 62a je samostatný, jednostranný, pravokřídlý, dvoupodlažní pěchotní srub, postavený v II. stupni odolnosti.

## Historie
Byl postaven v roce 1938 v režii ŽSV Náchod v rámci stavebního podúseku 6. / V. – Borová. Při vytyčování objektů tohoto úseku byl původně uvažovaný oboustranný pěchotní srub N-S 62 z taktických důvodů vzhledem ke konfiguraci terénu rozdělen a místo něj postavena dvojice jednostranných objektů N-S 62a a N-S 62b. Pěchotní srub N-S 62a byl vybetonován ve dnech 3. - 7. srpna 1938.
Stavební zajímavostí tohoto objektu je zkosená hrana diamantového příkopu.
V době Mnichovské dohody byl objekt ve stavu krátce po betonáži. Na objektu nebyly provedeny vnitřní a vnější omítky ani vnitřní cihlové příčky, nebyl osazen zvon a jen částečně byly provedeny zemní úpravy okolí objektu.
Po odstoupení pohraničí zůstal objekt spolu se sousední linií na československém území na Náchodsku. Za německé okupace byla vytržena střílna hlavní zbraně M a čelní stěna objektu byla postižena zkušebním postřelováním německou armádou, která zkoušela účinnost svých zbraní.
Po roce 2000 byl objekt uzavřen a částečně rekonstruován, pravděpodobně pro soukromé použití jako chata.

## Výzbroj
hlavní zbraně na pravé straně
- zbraň M (dva spřažené těžké kulomety vz.37 ráže 7,92 mm)

další výzbroj
- 3 zbraně N (lehké kulomety vz. 26) k ochraně střílen hlavních zbraní a prostoru před vchodem
- 1 zbraň N v pancéřových zvonech určené k ochraně okolí objektu
- 2 granátové skluzy

## Okolní objekty
- N-S 61 Chata
- N-S 62b Studna